# 秘密の天地無用!
秘密の天地無用!（ひみつのてんちむよう）とは、1995年10月14日から1997年4月6日まで文化放送で放送されていたアニラジ。

## 概要
『天地無用!』のラジオ番組として、第1期テレビアニメ版が終了した1995年10月にスタート。番組内ではラジオドラマが放送され、多くはCDでリリースされている。なお、番組企画時のタイトルは『天地無用! 電波のツボ』であった。

## パーソナリティ
- 折笠愛
- 高田由美
- ズッキーニ飯塚（飯塚治）

## 放送局
- 文化放送（キー局）
- 青森放送
- 山形放送（1996年10月 - ）
- 山梨放送（1996年4月 - ）
- 北陸放送（1996年10月 - ）
- 福井放送（1996年10月 - ）
- 東海ラジオ
- ラジオ大阪
- 山陽放送（1996年4月 - ）
- 高知放送
- 九州朝日放送（1996年4月 - 1996年10月）
- 長崎放送（1996年4月 - ）
- 宮崎放送（1996年10月 - ）

## 放送時間
キー局（文化放送）の放送時間。
- 1995年10月14日から1996年3月30日 - 土曜 22:00 - 22:30
- 1996年4月7日から1997年4月6日 - 日曜 23:00 - 23:30

## テーマ曲CD
- 電波の海原 - 折笠と高田の2人による。1995年11月22日にパイオニアLDCから発売。
  1. 電波の海原（枯堂夏子作詞、藤原いくろう作曲）
  2. ココアと苦いチョコレート（同上）
  3. 電波の海原（カラオケ）（同上）
  4. ココアと苦いチョコレート（カラオケ）（同上）